# Anni 130
Gli anni 130 sono il decennio che comprende gli anni dal 130 al 139 inclusi.

## Eventi, invenzioni e scoperte
- 132-135: Terza guerra giudaica
- Roma - L'imperatore Adriano fa erigere il suo mausoleo, che diventerà Castel Sant'Angelo
- Composizione dell'Apocalisse di Pietro (greca)